# Phylloscopus armandii
Phylloscopus armandii é uma espécie de ave da família Phylloscopidae.
Pode ser encontrada nos seguintes países: China, Hong Kong, Laos, Myanmar, Tailândia e Vietname.
Os seus habitats naturais são: florestas temperadas.